# Rhodoid
Rhodoid – materiał stworzony przez francuski konglomerat chemiczno-farmaceutyczny Rhône-Poulenc w 1936; jest materiałem z zastrzeżonym znakiem towarowym. Jest to octan cellulozy, w podstawowej wersji materiał jest przejrzysty i niepalny. Nazwa jest skrótem od słów "Rhône-Poulenc" i "celuloid".
Powszechnie używaną nazwą jest octan (ang. acetate). Włókna octanowe są używane w sytuacjach, w których ze względu na  bezpieczeństwo, używane materiały muszą być odporne na ogień.  Na przykład lalki są wykonane z tego typu plastiku.  Najczęściej pojęcie odnosi się do arkusza przezroczystego sztucznego tworzywa z materiału niepalnego. W rzeczywistości termin również odnosi się do produktów poliestru. W tym ostatnim przypadku, nie ma gwarancji braku palności, ale z drugiej strony materiał jest odporny na promieniowanie ultrafioletowe.
W masowej kulturze rhodoid funkcjonuje m.in. dzięki sukniom Paco Rabanne (m.in. do filmu Barbarella.) wykonanym z metalicznych wersji rhodoidu w postaci złączonych kółek czy kwadratów.